# Splachnobryum temasekensis
Splachnobryum temasekensis là một loài rêu trong họ Splachnobryaceae. Loài này được B.C. Tan, B.C.Ho & B. K.-B. Seah mô tả khoa học đầu tiên năm 2004.